# 3444 Stepanian
3444 Stepanian este un asteroid din centura principală, descoperit pe 7 septembrie 1980 de Nikolai Cernîh.